# Neopucroliella
Genre
Synonymes
- Thorellidia Mello-Leitão, 1931

Neopucroliella est un genre d'opilions laniatores de la famille des Gonyleptidae.

## Distribution
Les espèces de ce genre sont endémiques d'Argentine.

## Liste des espèces
Selon World Catalogue of Opiliones (07/09/2021) :
- Neopucroliella borgmeieri (Mello-Leitão, 1923)
- Neopucroliella bruchi Canals, 1935
- Neopucroliella calamuchitaensis Canals, 1943
- Neopucroliella extraordinaria Canals, 1943
- Neopucroliella mesembrina Ringuelet, 1961
- Neopucroliella nonoensis Canals, 1943
- Neopucroliella ochracea Ringuelet, 1963
- Neopucroliella pertyi (Thorell, 1877)
- Neopucroliella sanctiludovici Acosta, 1993

## Publication originale
- Roewer, 1931 : « Weitere Weberknechte V. (5. Ergänzung der: "Weberknechte der Erde", 1923). » Abhandlungen der Naturwissenschaftlichen Verein zu Bremen, vol. 28, p. 101–164.